# Guimarei
Guimarei is een plaats (freguesia) in de Portugese gemeente Santo Tirso en telt 736 inwoners (2001).